# 쿠반 인민공화국
쿠반 인민공화국(러시아어: Кубанская Народная Республика 쿠반스카 나드로냐 레스푸블리카[*] 우크라이나어: Кубанська Народна Республiка 쿠반스카 나로드나 레스푸블리카[*])은 쿠반 카자크를 중심으로 현대의 쿠반 지역에 세워진 반볼셰비키 공화국이었다. 수도는 예카테리노다르이며, 쿠반 인민공화국의 영토는 러시아 제국의 주였던 쿠반 주의 전 영토이다.
이 공화국은 1918년 1월 28일 쿠반 라다에 의해 공화국을 선포하였으며, 2월 16일 독립을 선포하였다. 소비에트의 점령 직전 우크라이나 인민공화국의 영토를 발견하였고, 정부 수립 21개월 후인 1919년 11월 7일 소비에트에 의해 점령당했고, 1920년 3월 17일 붕괴되었다.

## 같이 보기
- 쿠반 카자크
- 쿠반 소비에트 공화국
- 쿠반-흑해 소비에트 공화국
- 돈 공화국